# Pic de Flamisella
El Pic de Flamisella és una muntanya de 2.782 metres que es troba al municipi de Lladorre, a la comarca del Pallars Sobirà.
Aquest cim està inclòs al llistat dels 100 cims de la FEEC